# Кюмійокі
Кюмійокі, Кюмі-Йокі (фін. Kymijoki, швед. Kymmene älv) — річка в Фінляндії.
Витікає з озера Коннівесті, в центральній Фінляндії. Довжина річки — 204 кілометри, площа басейну 37,2 тис. км². Ріка протікає в південному напрямку. На відстані 12 кілометрів від устя річки роздвоюється і потім, поблизу міста Котка, Кюмійокі впадає п'ятьма рукавами в Фінську затоку  Балтійського моря. 
Кюмійокі є найбільною річкою у південній Фінляндії. На ній побудовані гідроелектростанції, тут розташовані деревообробні підприємства.
В честь річки Кюмійокі названа південно-фінська провінція Кюменлааксо. Згідно Абоського світу, з 1743 по 1809 рік по західному рукаву Кюмійокі проходив державний кордон між  Швецією і  Росією (в російськомовній літературі того часу річка називалася Кумень).